# Mark Blum
Mark Blum (* 14. Mai 1950 in Newark, New Jersey; † 25. März 2020 in New York City) war ein US-amerikanischer Schauspieler.

## Leben
Mark Blum wurde als Sohn einer jüdischen Familie in Newark geboren. Er machte 1968 seinen Schulabschluss und studierte anschließend erfolgreich an der University of Pennsylvania. Mit seiner Rückkehr nach New York begann er ab Ende der 1970er Jahre regelmäßig Theater zu spielen. Waren es am Anfang noch Off-Broadway-Produktionen, debütierte er am 16. November 1977 in einer kleinen Nebenrolle in Der Kaufmann von Venedig am Plymouth Theatre und war in den folgenden Jahrzehnten häufiger am Broadway zu sehen.
Sein Filmdebüt gab Blum 1983 in einer kleinen Nebenrolle in der von Marshall Brickman inszenierten Liebeskomödie Lovesick – Der liebeskranke Psychiater, in der Dudley Moore, Elizabeth McGovern und Alec Guinness die Hauptrollen spielten. Blum konnte sich im Laufe der Jahre als Darsteller für mehr als 80 Film- und Fernsehproduktionen etablieren, wobei er meist Nebenrollen bekleidete. In den 1980er-Jahren spielte er einige seiner bekanntesten Kinorollen, so als Badewannen-Verkäufer und Ehemann von Rosanna Arquettes Figur in Susan … verzweifelt gesucht, als wohlhabender, aber zwielichtiger Mann im Thriller Presidio neben Sean Connery und in Crocodile Dundee – Ein Krokodil zum Küssen, wo er in der Rolle des Richard Mason als Chefredakteur und Freund der weiblichen Hauptfigur zu sehen war.

Außerdem trat er als Gastdarsteller in Fernsehserien wie Die Sopranos, CSI: Miami, Fringe – Grenzfälle des FBI und The West Wing – Im Zentrum der Macht auf. Von 2014 bis 2018 verkörperte er in der Serie Mozart in the Jungle regelmäßig die Nebenrolle des Piccolospielers Union Bob. Er war seit vielen Jahren für die New Yorker Theatergruppe Playwrights Horizons tätig.
Blum war seit 2005 mit der Schauspielerin Janet Zarish verheiratet. Er starb im März 2020 im Alter von 69 Jahren an den Folgen einer SARS-CoV-2-Infektion im NewYork-Presbyterian Hospital.

## Filmografie (Auswahl)
- 1983: Lovesick – Der liebeskranke Psychiater (Lovesick)
- 1985: Susan … verzweifelt gesucht (Desperately Seeking Susan)
- 1986: Crocodile Dundee – Ein Krokodil zum Küssen (Crocodile Dundee)
- 1986: Verrat an der Liebe (Just Between Friends)
- 1987: Blind Date – Verabredung mit einer Unbekannten (Blind Date)
- 1988: Presidio (The Presidio)
- 1989: Drei Betten für einen Junggesellen (Worth Winning)
- 1992: Tödlicher Virus (Condition: Critical)
- 1992: Final Pulse
- 1995: Hier spricht Denise (Denise Calls Up)
- 1995: Central Park West (Fernsehserie, fünf Folgen)
- 1995: Miami Rhapsody
- 1995: Unter Anklage – Der Fall McMartin (Indictment: The McMartin Trial)
- 1997: Defenders – Die Vergeltung (The Defenders: Payback)
- 1997: Tod einer Stripperin (Stag)
- 1998: Vier Neurosen und ein Todesfall (You Can Thank Me Later)
- 1999: Die Sopranos (The Sopranos, Fernsehserie, eine Folge: Tonys Schachzug)
- 1999: The West Wing – Im Zentrum der Macht (The West Wing, Fernsehserie, eine Folge: Fünf Stimmen zur Mehrheit)
- 2000: Den Einen oder Keinen (Down to You)
- 2003: Shattered Glass
- 2008: Fringe – Grenzfälle des FBI (Fringe, Fernsehserie, eine Folge)
- 2010: Step Up 3D
- 2011: Der ganz normale Wahnsinn – Working Mum (I Don’t Know How She Does It)
- 2011: Jesse Stone: Verlorene Unschuld (Jesse Stone: Innocents Lost)
- 2014–2018: Mozart in the Jungle (Fernsehserie, 30 Folgen)
- 2017: Die Münzraub-AG (Coin Heist)
- 2018: You (You - Du wirst mich lieben, 10 Folgen)
- 2020: Billions (Fernsehserie, Folge The Chris Rock Test)
- 2020: Die Hochzeit meines Bruders (Sister of the Groom)